# Jan Czochralski
Jan Czochralski (Kcynia, 23 ottobre 1885 – Poznań, 22 aprile 1953) è stato un chimico polacco, inventore nel 1916 del processo Czochralski, utilizzato per la crescita di monocristalli e nella produzione di wafer semiconduttori. È ancora utilizzato in oltre il 90% di tutta l'elettronica nel mondo che usa semiconduttori.

## Biografia
Czochralski nacque a Kcynia, in Polonia, come ottavo figlio di una famiglia di artigiani. Completò un apprendistato presso l'istituto di formazione per insegnanti di Exin, ma non si laureò. Successivamente, lavorò in una farmacia a Krotoschin e dal 1904 in una farmacia ad Altglienicke, vicino a Berlino. Oltre a guadagnarsi da vivere, Czochralski iniziò nel 1905 a studiare chimica all'Università Tecnica di Charlottenburg (ora TU Berlin). Nel 1906 lavorò presso la fabbrica chimica Kunheim a Niederschöneweide, vicino a Berlino.

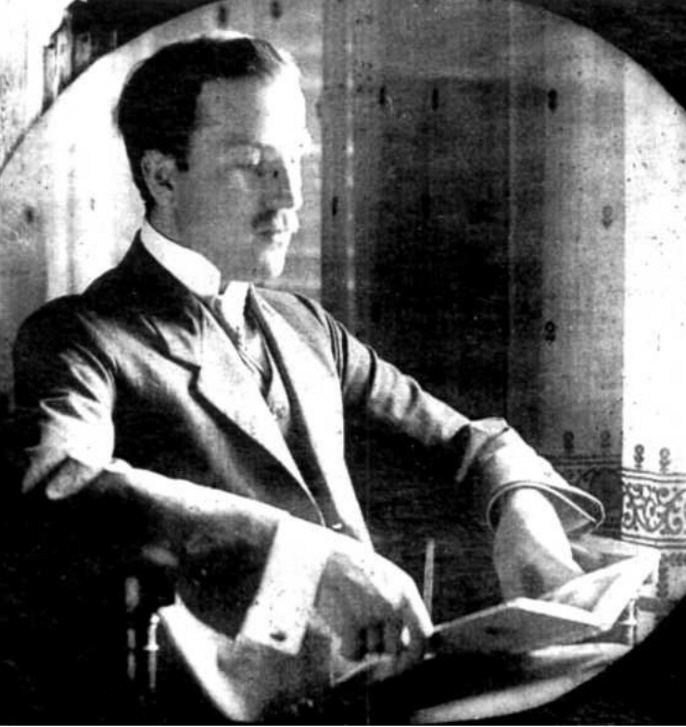
Jan Czochralski, ottobre 1910

Dal 1908 lavorò come dipendente di Wichard von Moellendorff nel laboratorio di metalli della fabbrica di cavi AEG Oberspree. Nel 1910, Czochralski superò gli esami presso l'Università Tecnica di Charlottenburg come ingegnere laureato in chimica.
Nel 1913 seguì la prima pubblicazione sulla cristallografia dei metalli. L'anno successivo subentrò a Wichard von Moellendorff come capo del laboratorio dei metalli.
Nel 1916, scoprì accidentalmente il disegno a cristallo singolo immergendo accidentalmente un pennino nello stagno fuso invece che nel calamaio. Il chimico ampliò il processo e lo utilizzò per misurare la velocità di cristallizzazione di vari metalli. La velocità di cristallizzazione deriva dalla massima velocità di estrazione alla quale l'asta di cristallo non si rompe ancora. Nel 1917, Czochralski si trasferì alla Metallbank und Metallurgischen Gesellschaft AG di Francoforte sul Meno come capo del laboratorio. Nel 1919 fu co-fondatore della Società Tedesca per la Metallurgia. Cinque anni dopo, nel 1924, fu pubblicato il suo libro di testo Modern Metallurgy in Theory and Practice. Dal 1925 al 1929, Czochralski ricoprì la carica di presidente della Società tedesca per la metallurgia. Fu anche invitato da Henry Ford a visitare le sue fabbriche e gli fu offerta la posizione di direttore della sua nuova fabbrica di alluminio, ma Czochralski rifiutò.  Nel 1928, su richiesta del presidente della Polonia, Ignacy Mościcki, si trasferì in Polonia e fu nominato professore di metallurgia e ricerca sui metalli presso il Dipartimento di Chimica dell'Università di Tecnologia di Varsavia. Nel 1928, su richiesta del presidente della Polonia, Ignacy Mościcki, si trasferì in Polonia e l'anno dopo fu nominato professore di metallurgia e ricerca sui metalli presso il Dipartimento di Chimica dell'Università di Tecnologia di Varsavia.
Dal 1940 lavorò per le forze di occupazione tedesche (produzione di pezzi di ricambio). Segretamente, organizzò l'aiuto per i bisognosi nel ghetto di Varsavia (ospitò due donne ebree nella sua abitazione e aiutò finanziariamente un'attività ebraica nel ghetto) e sostenne l'esercito nazionale polacco. Nel 1945, Czochralski fu espulso dall'università con l'accusa di collaborazione con i tedeschi. Nel 1946 fondò l'azienda BION per cosmetici e prodotti chimici per la casa a Kcynia. 
Czochralski morì nel 1953 a Poznań. Dopo un esame approfondito dei documenti, Jan Czochralski è stato riabilitato in Polonia nel 2011. Alla fine fu scagionato dalle accuse di collaborazione con la Germania nazista.

## Opere
- Moderne Metallkunde in Theorie und Praxis, J. Springer, Berlino 1924.